# Jean-Marc Lelong
Pour les articles homonymes, voir Lelong.
Jean-Marc Lelong, né le 1er février 1949 à Tours et mort le 24 février 2004 dans la même ville, est un dessinateur français de bande dessinée. Il est l'auteur de la série Carmen Cru dans le magazine Fluide glacial.

## Biographie
Après avoir voyagé durant les années 1970 en Afrique, Lelong rentre en France, motivé par la demande du rédacteur en chef du journal Pif Gadget qui désire à le rencontrer. Il y publie « Le Renard et la cigogne » (Pif Gadget n° 488, juin 1978), une parodie en quatre pages et en couleurs de la fable de Jean de La Fontaine, sur un scénario d’Alfredo Castelli. C’est également à Pif Gadget qu’il fait la connaissance de Christian Barré, avec qui il collaborera bientôt. D'autres projets pour Pif, dont une adaptation de la chanson « Tonton Cristobal » de Pierre Perret sur un scénario du chanteur, n'aboutiront pas. Lelong se tourne alors vers d'autres publications. C'est ainsi qu'une première aventure de la série Monsieur Émile est publiée dans le journal Pilote, sur un scénario de Christian Barré. Mais c'est à partir de 1982 que le talent de Lelong explose auprès du grand public grâce au journal Fluide glacial, dont il devient vite un des piliers avec son héroïne du troisième âge Carmen Cru. Cette série, publiée régulièrement à partir de 1984, comporte sept albums, dont le dernier est édité en 2001.
Jean-Marc Lelong se suicide le 24 février 2004 à Tours.
En 2004, l'éditeur retrouve dans les archives de Lelong des planches inédites qui permettent de constituer un huitième et dernier album posthume paru en 2008.

## Publications

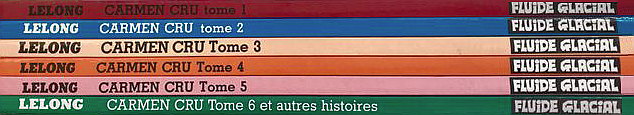
Carmen Cru, tomes 1 à 6.

- Carmen Cru, 8 tomes parus et 2 intégrales, 1984-2008, éditions Audie-Fluide glacial.

## Prix
- Prix RTL de la BD en 1985, pour sa série Carmen Cru